# Erxleben (Landkreis Börde)
Erxleben ist eine Gemeinde im Landkreis Börde in Sachsen-Anhalt. In der Gemeinde befindet sich eine Außenstelle der Verbandsgemeinde Flechtingen.

## Geografie

### Lage
Erxleben liegt 29 km westlich von Magdeburg an der Bundesstraße 1. Der Ort ist von Feldern umgeben, 3 km im Nordwesten beginnt ein Waldgebiet. Im Süden des Orts liegt die Bundesautobahn 2 mit der Abfahrt Eilsleben.

### Gemeindegliederung
Die Gemeinde Erxleben besteht neben dem Kernort aus folgenden Ortsteilen:
- Groß Bartensleben
- Klein Bartensleben
- Bregenstedt
- Groppendorf
- Hakenstedt
- Uhrsleben

Erxleben sind folgende Wohnplätze direkt zugeordnet:
- Bahnhofstation (Bahnhof Erxleben-Uhrsleben)
- Rosenmühle

### Nachbargemeinden
Nachbargemeinden sind Oebisfelde-Weferlingen und Altenhausen im Norden, Hohe Börde im Osten und Ingersleben im Süden.

## Geschichte
Nordwestlich von Erxleben liegt das Großsteingrab Heidenkrippe, dessen Entstehung etwa auf 3500–3000 v. Chr. geschätzt wird. Eine Urkunde des Ludgeriklosters bei Helmstedt nennt Erxleben erstmals im Jahre 958.
Diese Urkunde erwähnt den Ort Inarraxluuu und Personennamen der Bauern, die dieses Land bewirtschafteten. Mit Worttrennung und Ersetzung des zweiten „u“ durch ein konsonantisches „v“ wird der Name „Arraxluvu“ ausgesprochen.
Der Begründer des Ortes hieß Arrax (= Personenname, hier Erich), die Nachsilbe luvu bedeutet so viel wie „Erbe, Hinterlassenschaft“. Später wurde die Stätte „Die Laube des Erichs“ genannt. Es entwickelten sich im Laufe der Zeit hieraus verschiedene Namensformen, aus denen dann schließlich Erxleben wurde.

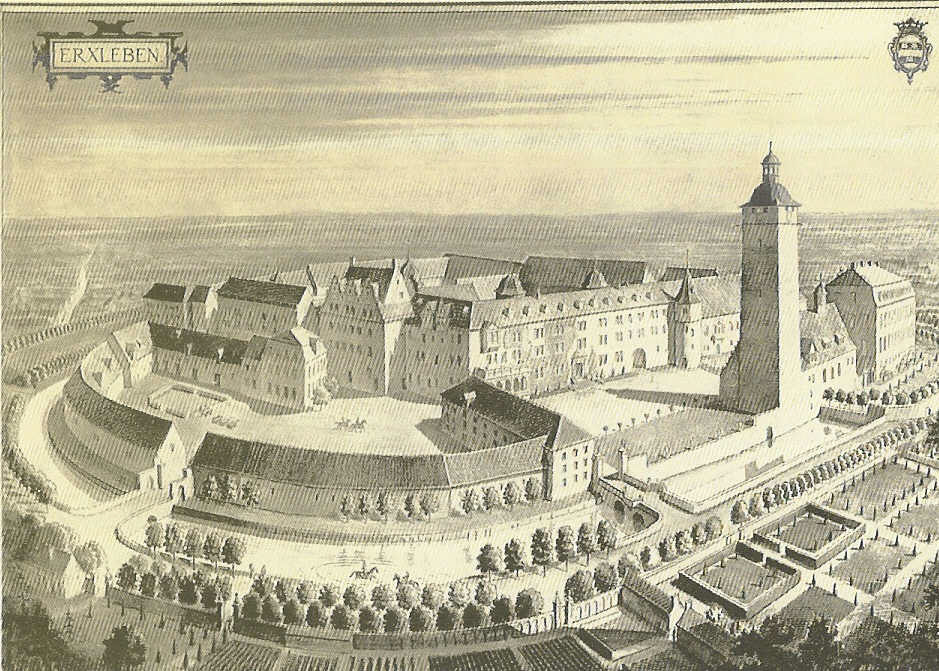
Erxleben, 1910

Der Ort Erxleben ist eng mit der Geschichte des Schlosses Erxleben verbunden, das sich von etwa vom Jahr 1270 bis 1945 im Besitz der Familie von Alvensleben befand. 1716 entstand an der Stelle eines Vorgängerbaus die heutige Christuskirche.
1812 fiel bei Erxleben ein 2,25 Kilogramm schwerer Meteorit. Er gehört zur Klasse H6 der Gewöhnlichen Chondriten. Seine Hauptmasse befindet sich heute im Besitz der Universität Göttingen.
Am 30. September 1928 wurde der Hauptteil vom Gutsbezirk Erxleben I mit der Landgemeinde Erxleben vereinigt; kleine Teile des Bezirkes kamen zu den Landgemeinden Hörsingen und Eimersleben. Am gleichen Tag wurde der Hauptteil vom Gutsbezirk Erxleben II ebenfalls mit Erxleben vereinigt; kleine Teile kamen zu den Landgemeinden Bregenstedt, Emden, Hörsingen und Ostingersleben.
Am 31. Dezember 2009 wurde die bisher selbstständige Gemeinde Bregenstedt in die Gemeinde Erxleben eingegliedert. Bartensleben, Hakenstedt (mit dem Ortsteil Groppendorf) und Uhrsleben folgten am 1. Januar 2010. Dies geschah im Zuge der Gemeindegebietsreform in Sachsen-Anhalt, mit dem Hintergrund, dass die Mitgliedsgemeinden einer Verbandsgemeinde mindestens 1000 Einwohner haben müssen.
Die Baudenkmale der Gemeinde Erxleben sind im örtlichen Denkmalverzeichnis aufgeführt.

## Politik

### Gemeinderat
Im Gemeinderat von Erxleben sind 14 Sitze zu vergeben. Die Wahl zum Gemeinderat am 26. Mai 2019 führte zu folgendem Ergebnis:
| Partei / Liste    | Stimmenanteil | Sitze   |
| SPD               | 19,7 %        | 3 Sitze |
| CDU               | 12,9 %        | 2 Sitze |
| Wir Bregenstedter | 23,5 %        | 3 Sitze |
| FF Erxleben       | 19,4 %        | 3 Sitze |
| FUWG*             | 15,0 %        | 2 Sitze |
| Wir für Erxleben  | 09,5 %        | 1 Sitz  |

* Freie Unabhängige Wählergemeinschaft
Am 7. März 2021 fand eine Nachwahl zum Gemeinderat mit folgendem zusätzlichen Ergebnis statt:
- FUWG 37,7 % 2 Sitze
- Erxleben erleben 25,8 %  1 Sitz
- FF Erxleben 18,4 % 1 Sitz
- Wir Bregenstedter 11,3 % 1 Sitz

Weiteres Mitglied des Gemeinderates und dessen Vorsitzender ist der Bürgermeister.

### Wappen

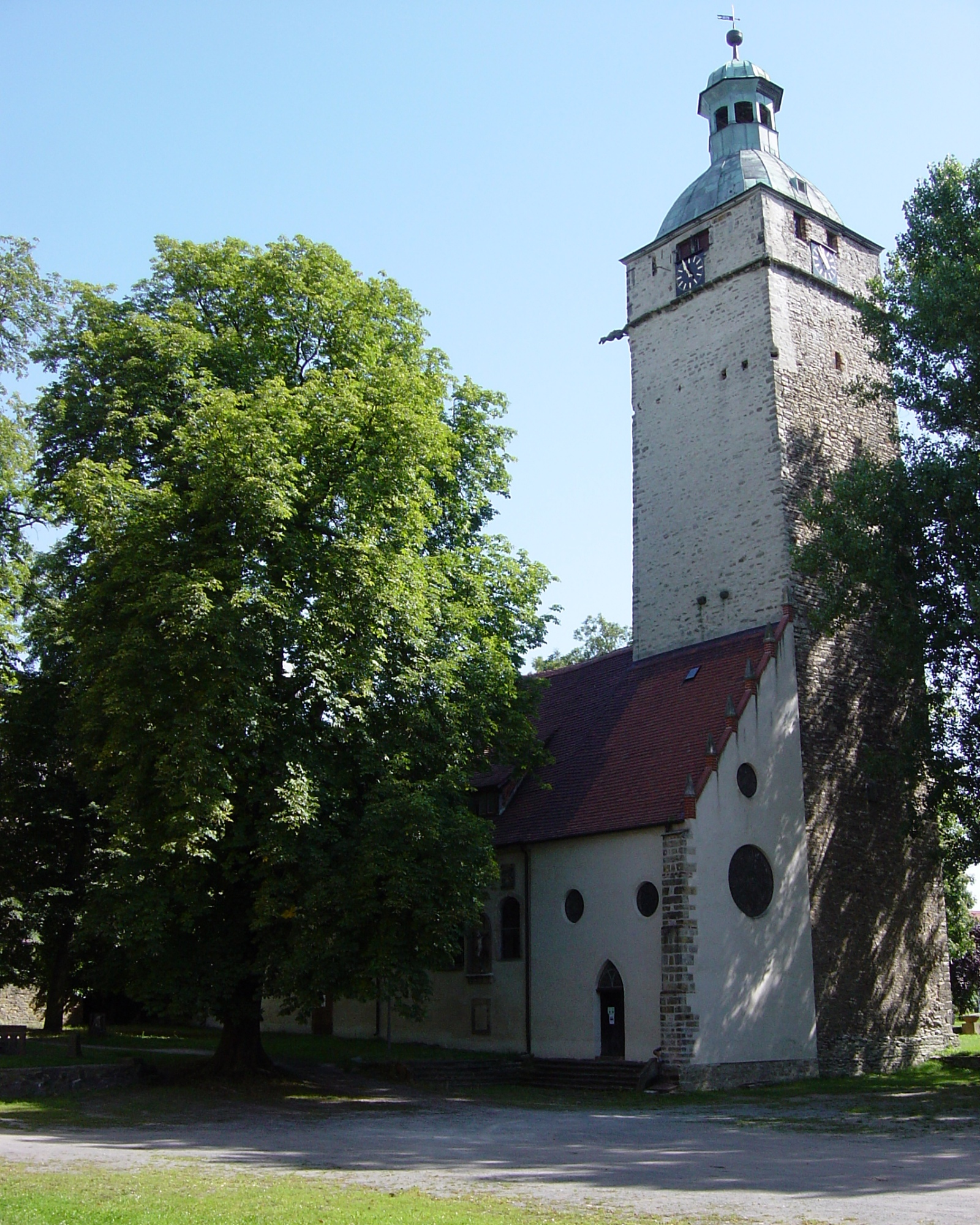
Hausmannsturm und Schlosskirche Erxleben

Das Wappen wurde am 11. September 1996 durch das Regierungspräsidium Magdeburg genehmigt.
Blasonierung: „Gespalten und halbgeteilt von Rot, Silber und Grün; rechts ein wachsender, silberner Turm mit Kuppeldach sowie Laterne mit Stange und Knauf, unter der Dachkante zwei schwarze Fenster, darunter zwei mittig pfahlweise schwarze Schießscharten, je durch eine umlaufende Kante getrennt, links oben ein grünes Eichenblatt mit zwei goldenen Eicheln, links unten eine silberne Pflugschar mit goldenem Messer.“
Die vorliegende Gestaltung basiert auf einem seit 1986 gebräuchlichen, bisher nicht bestätigten Wappensiegel.
Der silberne Turm stellt das Wahrzeichen der Gemeinde, den hochaufragenden „Hausmannsturm“ des Schlosses Erxleben dar. Die Farben Silber – Rot erinnern an die Zugehörigkeit zum Erzbistum Magdeburg. Das grüne Eichenblatt mit den zwei goldenen Früchten symbolisiert die Waldnähe und den Baumreichtum in den zwei Schlossparks der Gemeinde. Die silberne Pflugschar steht für den ländlichen Charakter der Gemeinde und symbolisiert ferner, dass der fruchtbare Bördeboden bearbeitet wird, also kein Brach- oder Heideland in der Erxlebener Flur vorkommt.
Das Wappen wurde von der Magdeburger Heraldikerin Erika Fiedler gestaltet.

### Flagge
Die Flagge der Gemeinde ist Weiß – Rot gestreift mit aufgelegtem Gemeindewappen.

## Verkehr
Im Süden der Gemeinde Erxleben führt die Bundesautobahn 2 von Hannover und Braunschweig nach Berlin. Die ebenfalls in diese Richtungen führende Bundesstraße 1 verläuft direkt durch den Kernort der Gemeinde Erxleben. Die Landesstraße 25 verbindet den Kernort nach Norden mit Flechtingen, mit Calvörde und der Bundesstraße 188 bei Gardelegen. Die Bundesstraße 245 durchquert das südliche Gemeindegebiet und den Ortsteil Hakenstedt und führt nach Haldensleben und Halberstadt. Im Süden ab der B 245 beim Ortsteil Hakenstedt führt die Bundesstraße 246a halbringförmig südlich um Magdeburg herum bis Burg. Der sehr ländlich und waldig geprägte Norden des Gemeindegebietes wird vor allem von den Kreisstraßen K1144, K1146 und K1148 erschlossen.
Der Bahnhof Erxleben-Uhrsleben lag an der Bahnstrecke Haldensleben–Eilsleben, welche stillgelegt ist.
Buslinien der BördeBus Verkehrsgesellschaft verbinden Ortsteile Erxlebens untereinander und mit umliegenden Orten und Städten, wie Haldensleben, Eilsleben, Schwanefeld, Beendorf, Flechtingen, Weferlingen, Döhren oder Morsleben.

## Religion

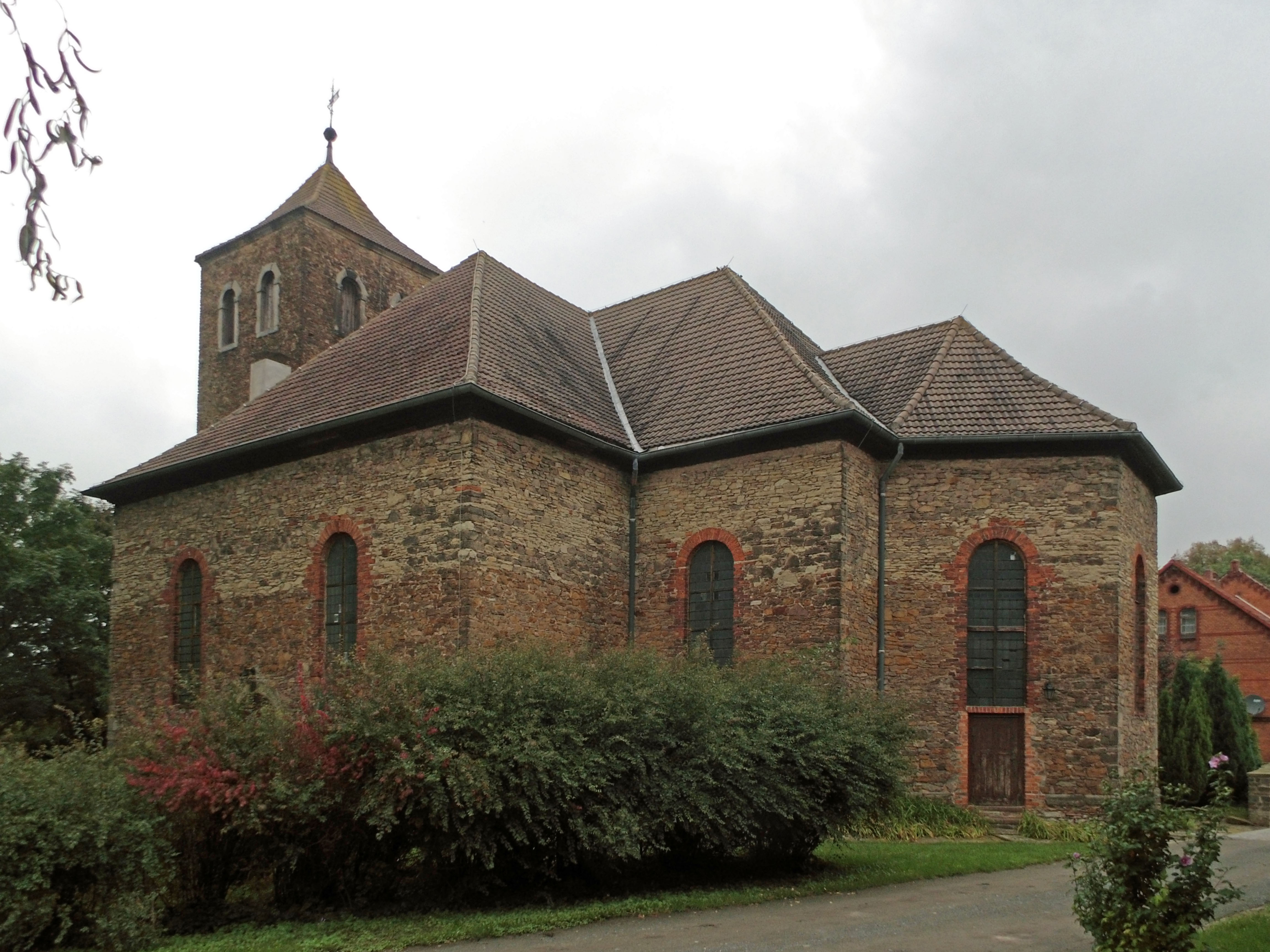
Evangelische Christuskirche

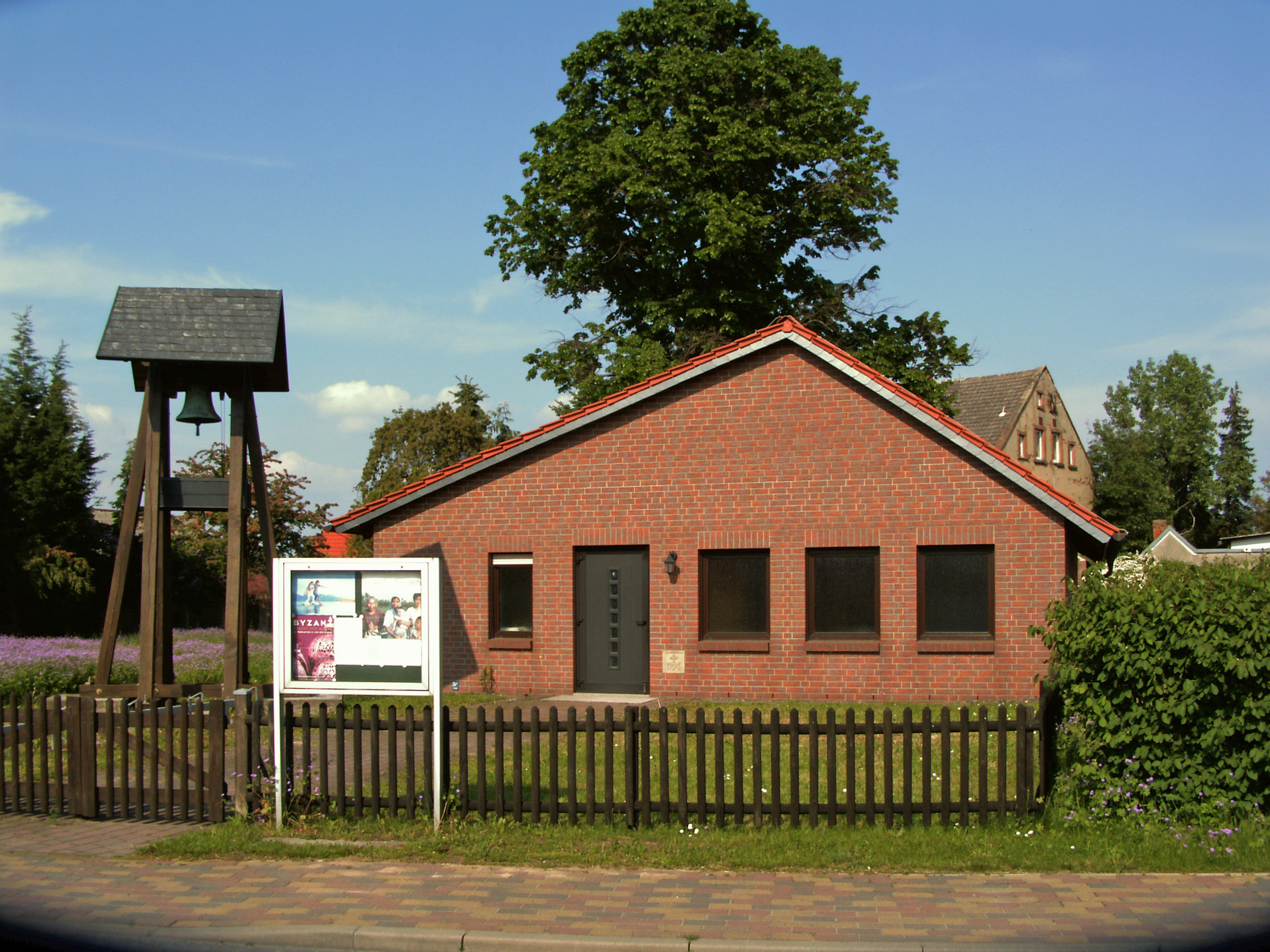
Katholisches Gemeindehaus (2010)

Die Schlosskirche St. Godehardt aus dem 16. Jahrhundert gehört zum Schloss Erxleben. Ein Förderkreis unterstützt seit 1998 den Erhalt der Kirche.
Die evangelische Christuskirche aus dem 18. Jahrhundert befindet sich an der Straße „Am Burggraben“. Ihre Gemeinde gehört zur Region West des Kirchenkreises Haldensleben-Wolmirstedt, und damit zur Evangelischen Kirche in Mitteldeutschland.
Das katholische Gemeindehaus St. Maria Königin an der Hörsinger Straße wurde 1996 erbaut und am 24. August 1997 durch Generalvikar Theodor Stolpe (1932–2016) eingeweiht. Zuvor nutzte die katholische Kirche von 1953 an die Schlosskirche, die sich zuletzt in einem schlechten Bauzustand befand. Das Gemeindehaus gehörte zur Pfarrei St. Marien mit Sitz in Oschersleben und verfügte über eine Kapelle und einen Gemeinderaum, sowie einen freistehenden Glockenturm. Zur Ausstattung der 62 Sitzplätze bietenden Kapelle gehörte ein 14 Stationen umfassender Kreuzweg aus dem Jahre 1953 und eine Marienstatue. Der letzte Gottesdienst fand am 22. August 2019 statt, die Kapelle wurde profaniert.
Weitere Kirchen befinden sich in Ortsteilen von Erxleben.

## Persönlichkeiten
- Franz Ernst von Platen (1631–1709), Oberhofmeister und Prinzenerzieher in Hannover und Generalpostmeister
- Johann August Ernst Graf von Alvensleben (1758–1827) war Domdechant von Halberstadt, braunschweigischer Staatsminister, Landtagsmarschall in Brandenburg und Mitglied des preußischen Staatsrates.
- Christoph Mühlenberg (1784–1809) beteiligte sich als Korporal an dem Aufstand des Major Schill gegen Napoleon und wurde deswegen in Braunschweig standrechtlich erschossen. Nach ihm wurde die Christoph-Mühlenberg-Straße in Erxleben benannt.
- Der Tenor Albert Niemann wurde am 15. Januar 1831 im heutigen „Gasthaus zur Post“ geboren. Er trat an den bedeutendsten Opernbühnen der Welt auf. Am 13. Januar 1917 verstarb er im Alter von 86 Jahren. Nach ihm ist die „Albert-Niemann-Schule-Sekundarschule“ in Erxleben benannt.
- Friedrich Joachim von Alvensleben (1833–1912) war Landrat des Kreises Neuhaldensleben.
- Der preußische Diplomat und Botschafter Graf Friedrich Johann von Alvensleben wurde am 9. April 1836 auf Schloss I in Erxleben geboren. Nach dem Tod seines Vaters fiel ihm das Gut I durch Los zu, das er bis zu seinem Tode 1913 bewirtschaftete.
- Margarethe von Alvensleben (1840–1899) war Äbtissin des Klosters Stift zum Heiligengrabe.
- Der Internist Friedrich Martius (1850–1923) war Professor und Direktor der Medizinischen Poliklinik an der Universität Rostock, 1910/11 Rektor dieser Universität und wurde 1914 zum Mitglied der Leopoldina gewählt.
- Der Erxleber Erzähler Günter Wahrendorf ist mit seinen plattdeutschen Romanen Aantenflott und Räubensluck, Ook Hexen dragen Pettikos und Sunniger Harwest Vertreter der Literatur der niederdeutschen Sprache in der regionalen Variante „Bördeplatt“.